# 740'erne
Århundreder: 7. århundrede – 8. århundrede – 9. århundrede
Årtier: 690'erne 700'erne 710'erne 720'erne 730'erne – 740'erne – 750'erne 760'erne 770'erne 780'erne 790'erne
År: 740 741 742 743 744 745 746 747 748 749